# 13850 Erman
13850 Erman è un asteroide della fascia principale. Scoperto nel 1999, presenta un'orbita caratterizzata da un semiasse maggiore pari a 2,2394692 UA e da un'eccentricità di 0,1591309, inclinata di 3,54136° rispetto all'eclittica.